# TECHNO-SYLPH
『TECHNO-SYLPH -vsys gaiden-』（テクノシルフ）は、KBZが2002年に開発したフリーウェアのWindows版半3D縦スクロールシューティングゲームである。独特の成長・進化システムが特徴となっている。
雑誌『WindowsROM!』2005年11月号に掲載された他、2003年にはダイソーの『ザ・ゲームシリーズ』の68番「縦型シューティング」としても発売された。ダイソー版はタイトル画面がフリー版の水色からピンクに変更され、敵の配置などが高難易度になっている。
日本語を含む2バイト文字やスペースを含むフォルダ下で実行すると起動できなかったり、BGMなどが演奏されなかったりすることがある。

## 操作方法
キーボードもしくはジョイスティックを使って操作する。キーボードの場合の操作方法は下記の通り。
- カーソルキー - 自機移動
- Z - メインショット（オート連射）
- X - ボム
- A - メインショットのレベルシフト
- S - ボムレベルのレベルシフト
- バックスラッシュ（右シフトの隣り） - ポーズ
- ESC - ゲーム終了

## システム

### 概説
ショットとボムを使って敵機を攻撃していく。ショットもボムもパワーレベルの変更が自由に可能だが、高いほどエネルギーの消費も多く、また全く発射しなくても高レベルに設定しているだけでわずかだがエネルギーの消費が発生する（ショットレベルの初期状態は2）。成長によりマルチ（他のゲームで言う「オプション」などに当たる）も付く。マルチのショットはエネルギーを消費しない。
ボムを発射すると耐久力の高い敵を追尾するサーチレーザー、およびリング状の爆発とともに敵の弾消しの効果があるフラッシュが同時に発射される。また成長や進化に応じてフラッシュをランダムで射出するフラッシュビットや画面内にいる敵全てにダメージを与えるショックウェーブが発射されたり、サーチレーザーの本数やパワーがアップしたりする（サーチレーザー本数はボムのレベルでも変わる）。

### 成長
敵を倒すとエネルギー回復アイテムやゲージMAX（最大値）増加アイテムを出すことがあり、これを取ることが成長に重要となる。
自機を成長させるにはエネルギーゲージを所定量まで溜めた上でボムレベルを成長させたい項目に設定しボムを撃つ必要がある。成長可能な場合は"OK!"と表示される。成長するとエネルギーは全て消費され、またゲージMAXも1つ分消費される。成長するだけのエネルギーが不足している場合やこれ以上成長できない場合はレベル1（最弱）のボムが発射される。自機が破壊されてもゲージMAXが1段階下がるだけで成長はリセットされないが、進化するとリセットされる。
成長内容は機体により異なるが、以下に全てを示す。
FLASH
フラッシュの弾消し性能の高度化
F-BIT
ボムを発射時にフラッシュビットが1つ射出されるようになる
MULTI-A,MULTI-B
タイプA（もしくはタイプB）マルチが1つ増える
MULTI-LV
マルチの弾連射性能アップ
S-WAVE
ショックウェーブレベルアップ
ENERGY
エネルギーゲージ自動増加量アップ
S-LASER-N
サーチレーザー本数増加
S-LASER-POW
サーチレーザー威力アップ
EVOLUTION
進化ゲージが溜まる
1UP
残機エクステンド
xxxxPTS.
ボーナス得点
マルチについてはタイプAとBで特性が異なる。成長直後は付かず、ボム（レベル1でも可）を撃つことで付く。自機が破壊されると0個になるが、ボム発射で1つずつ（最大数まで）付く。

### 進化
「成長」節の方法で進化ゲージを溜めるとステージの最後に「エボリューションコスモス」が出現し、これに触れることで自機が進化する。進化するとそれまでの成長はリセットされる。
puppy
初期状態の機体で、自動的にチャージされるエネルギー量が多くなっている。
sylph
puppyから1段階進化した標準的な機体で以下3機への進化の基本となる。
sylph2
フラッシュビットを装備しており、防御力が高い。
efreet
攻撃力は高いが、その分エネルギー量も多い。
genesis
進化させるのは困難なものの、高得点向けの機体。